# El Tule, Quechultenango
El Tule är en ort i Mexiko.   Den ligger i kommunen Quechultenango och delstaten Guerrero, i den södra delen av landet, 230 km söder om huvudstaden Mexico City. El Tule ligger 785 meter över havet och antalet invånare är 127.
Terrängen runt El Tule är varierad. Runt El Tule är det ganska glesbefolkat, med 39 invånare per kvadratkilometer. Närmaste större samhälle är Quechultenango, 12,0 km väster om El Tule. I omgivningarna runt El Tule växer huvudsakligen savannskog.